# Lucian-Florin Pușcașu
Lucian-Florin Pușcașu (n. 12 martie 1969, Putna, România) este un politician român, ales în 2020 deputat din partea partidului Alianța pentru Unirea Românilor. 

## Carieră politică (2020–prezent)

Pușcașu cu George Simion la Mănăstirea Putna, 15 august 2024

În urma alegerilor parlamentare din 2020 pe 6 decembrie, Pușcașu a fost ales membru al Camerei Deputaților, în circumscripția nr. 35 Suceava, preluând mandatul pe 21 decembrie. El a fost reales deputat pentru aceeași circumscripție la alegerile parlamentare din 2024 pe 1 decembrie a acelui an.